# Associação Japonesa de Voleibol
A Associação Japonesa  de Voleibol (AJV) (em inglês: Japan Volleyball Association - JVA) é a entidade que regula o voleibol no Japão, cuja sede é em Tóquio. É responsável pela organização nacional, das competições masculina e feminina de voleibol, assim como os principais torneios, como a V-League/V.Premier League(que é a Liga Profissional de Voleibol Japonesa de Clubes), Torneio da Águia Negra (Kurowashiki) e a Copa do Imperador.

## Ligações Externas
Site Oficial